# Bowmans
Bowmans – wieś w Anglii, w hrabstwie Kent, w dystrykcie Dartford. Leży 30 km na północny zachód od miasta Maidstone i 23 km na wschód od centrum Londynu.